# Завирас, Георгиос

Обложка книги Георгиоса Забираса «Новая Греция: греческий театр» («Νέα Έλλας ή έλληνικόν θέατρον»). 1872 год.

Гео́ргиос Зави́рас (Ζαβίρας, Γεώργιος, 1744—1804) — греческий учёный, переводчик, автор изданной Афинским университетом книги «Новая Греция: греческий театр» («Νέα Έλλας ή έλληνικόν θέατρον») (1872) и других произведений.

## Биография
Родился в городе Сьятиста. В 16 лет переехал в Венгрию к родственникам, где впоследствии жил до самой смерти.
Автор 16 работ и 19 переводных книг. Большинство из которых посвящены богословским вопросам, и, в частности, тем аспектам, которые отличаются от православную церковь от католической. Кроме того, в своих работах поднимал лингвистические и исторические вопросы. Его самое большое и самое оригинальное произведение — «Новая Греция или греческий театр», опубликованное в 1872 году. Эта работа включает в себя биографии греческих учёных и оценку их работ. Используется другими учёными в качестве основы для подобных проектов.